# Germinal (film, 1913)
Pour les articles homonymes, voir Germinal (homonymie).
Pour plus de détails, voir Fiche technique et Distribution.
Germinal  est un film muet français réalisé par Albert Capellani, sorti en 1913. 
Ce film dramatique est adapté du roman homonyme d'Émile Zola.

## Synopsis

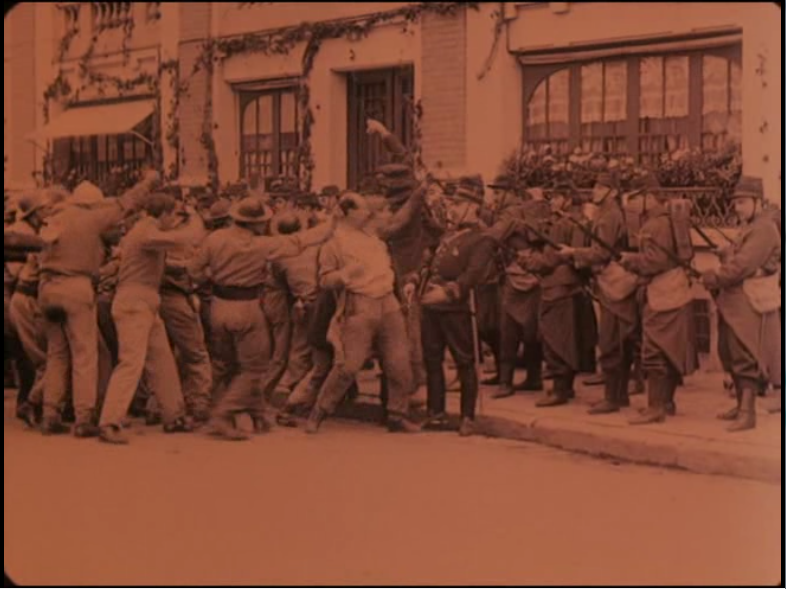
Les ouvriers contre l'armée

1er carton : le mécanicien Étienne Lantier est un bon ouvrier dont le tempérament violent est heureusement compensé par un excellent cœur.

## Distribution
- Henry Krauss : Étienne Lantier
- Auguste Mévisto : Maheu
- Léon Bernard
- Albert Bras : Hennebeau
- Paul Capellani
- Jeanne Cheirel : la Maheude
- Dharsay : Souvarine
- Paul Escoffier : L'ingénieur Négrel
- Cécile Guyon : Cécile Hennebeau
- Marc Gérard : Bonnemort
- Jean Jacquinet : Chaval
- Mlle Sylvie : Catherine, la herscheuse